# Мамедов, Афанасий Исаакович
Афана́сий Исаа́кович Маме́дов (при рождении — Ми́лькин; род. 24 июля 1960, Баку, Азербайджанская ССР, СССР) — прозаик, журналист, редактор, литературный критик. Член Союза писателей Москвы и Российского ПЕН-Центра.

## Биография
Сын писателя и драматурга Исаака Афанасьевича Милькина (1937—2013) и Агигат (Ады) Абдулаевны Мамедовой (1937—2007). Дед — Афанасий Ефимович Милькин (1903—1938), журналист, драматург и сценарист, редактор газеты «Кино».
С 1975 по 1977 год учился в вечерней школе и работал художником-оформителем в бакинском Театре русской драмы. В 1977 году учился на отделении актёрского мастерства в Бакинском институте искусств. В 1978 году поступил в торговый техникум, откуда в следующем году был призван на срочную службу. Служил прибористом в авиаотряде Ейского высшего военно-авиационного института. После армии продолжил учёбу в Техникуме советской торговли, получил диплом товароведа промышленных товаров. В 1985 году переехал в Москву. В 1991 году поступил в Литературный институт имени А. М. Горького. Учился на поэтическом семинаре Е. М. Винокурова и Г. И. Седых, через год перевёлся на семинар прозы Ю. В. Томашевкого. Окончил Литературный институт в 1996 году. С 2003 по 2007 год работал исполнительным директором журнала «Октябрь», с 2007 по 2016 год — выпускающим редактором журнала «Лехаим». С 2016 по 2022 год вёл авторскую рубрику «Зелёная лампа» на книжном интернет-портале «Лабиринт».
Дебютировал в литературе в 1983 году с рассказом «Уста» в журнале «Литературный Азербайджан». С 1993 года публикуется в журналах «Дружба народов», «Знамя», «Октябрь», «Баку». Автор романов «Хазарский ветер» (2000), «Фрау Шрам» (2004) (полные версии — в авторском сборнике «Время чёток»), «Патриций: роман номер сто» (в соавторстве с И. А. Милькиным, 2005), «Пароход Бабелон» (2021), сборников прозы «Слон» (2004), «Хорошо, что только раз» (2013), «Шебеке» (2024), повестей, рассказов, критических эссе. Лауреат Премии имени Юрия Казакова (2007), Премии Ивана Петровича Белкина (2010).

## Отзывы
Афанасий Мамедов, конечно, автор поэтической прозы, а не поднаторевший на создании «невозвращенцев» модный беллетрист. Поэтическое — это восточные мотивы; восточное роскошество яств, чувств и всего прочего, что заставляет человека даже не жить, а наслаждаться жизнью как яством. Поэтизация насилия — это тоже часть орнамента, своего рода натуралистическое жестокое наслаждение, яство. Сцены насилия, что врываются в будто бы дремотную негу восточного базара, — сплошь натуралистичны, то есть безусловный эффект на читателя производят сами эти сцены, как если б заставили тебя всё это наблюдать то ли глазами жертвы, то ли глазами палача. Фетишизм, скрупулёзное наслаждение свойствами всяческих предметов, то есть фетишей (у Мамедова — от лэйбла джинсов до женских интимных мест), — тоже приём завзятый из восточного орнаментализма и топливо для поэзии. — Олег Павлов

Фрагментарная проза Мамедова — это плавающие острова, из добытого через письмо опыта и смысла. Между ними в чистом виде вещество судьбы.— Ольга Славникова

Именно там, в небесных сетях, меж Девичьей башней и морскими птицами, бьётся и шумит неповторимый, становящийся постепенно и моим — Город. Именно там, вверху, — а вовсе не в пошловатых слоях городской шелухи и сплетен — пульсирует ум и прямится строка великодушного и ещё только открываемого читающей Россией писателя.— Борис Евсеев

Я зажигаюсь от хорошей прозы, я завожусь с пол-оборота от изумительной прозы Афанасия Мамедова. «Открываю глаза (кажется, стучат). Вижу на столе початую бутылку лимонного ликёра, немытые кофейные чашки, волнообразные размоченные вафли, набитую окурками пепельницу и снимаю первые три вопроса: Где я? Кто я? Что это за штабель стоит с коробочками у меня в комнате?» Афанасий Мамедов находится в своём тексте даже тогда, когда выходит из себя, в жизнь, но всё равно не покидает своё положение в Книге, в самой полной мере наслаждаясь своей жизнью в тексте, вот и приходится мириться с раздвоенностью, посылая благодарность Господу, с точностью ежегодного дня рождения.— Юрий Кувалдин

## Премии
Лауреат
- Премия имени Юрия Казакова (2007, рассказ «Бекар»)
- Премия Ивана Петровича Белкина (2010, повесть «У мента была собака»)
- Премия «Учительский Белкин» (2011, повесть «У мента была собака»)

Финалист
- Премия «Антибукер» в номинации «Братья Карамазовы» (1998, повесть «На круги Хазра»)
- Премия «Русский Букер» (2003, роман «Фрау Шрам»)
- Премия «Книга года» в номинации «Проза года» (2004, сборник «Слон»)
- Премия имени Юрия Казакова (2004, рассказ «Письмо от Ларисы В.»)
- Бунинская премия (2005)
- Премия «Ясная Поляна» (2005)
- Премия «Чеховский дар» (2011, рассказ «Курительная куртка цвета айвори»)
- Премия «Большая книга» (2022, роман «Пароход Бабелон»)